# Sforza Pallavicino
(Mambrino Roseo)
Sforza Pallavicino (Fiorenzuola d'Arda, 1519 – Salò, 4 febbraio 1585) è stato un condottiero italiano, capitano generale della Serenissima e marchese di Cortemaggiore e Busseto. Apparteneva alla nobile famiglia Pallavicini. La sua armatura è oggi conservata al Kunsthistorisches Museum di Vienna. 

## Biografia

Stemma dei Pallavicino.

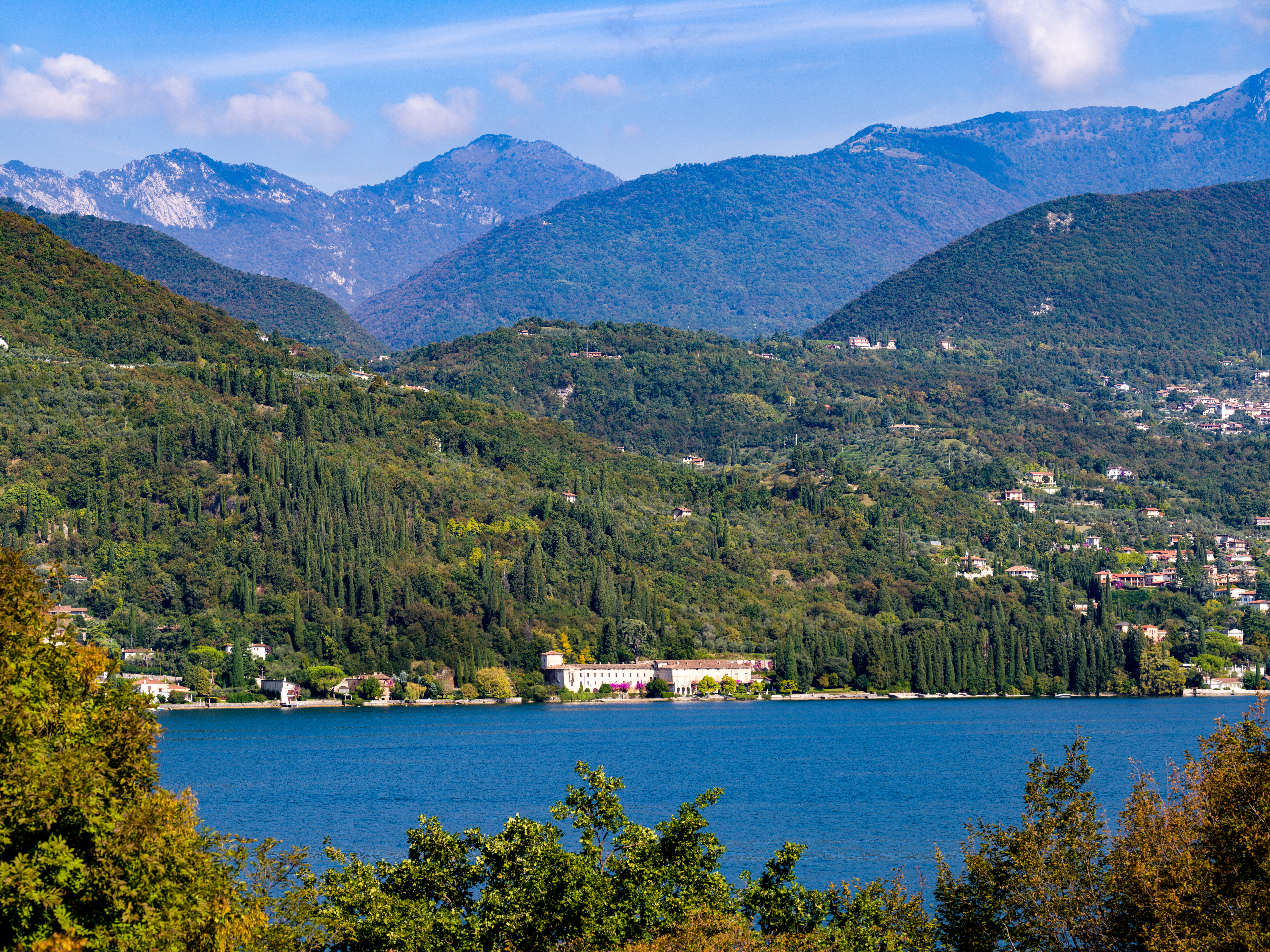
Barbarano, palazzo Terzi-Martinengo ex Pallavicino (al centro)

Era figlio di Manfredo Pallavicino (?-1521) e di Ginevra Bentivoglio.
Dopo l'uccisione del padre nel 1521 da parte dei francesi, Sforza venne condotto dalla madre a Trento, sotto la protezione di Francesco II Sforza futuro duca di Milano, per il quale Manfredo aveva combattuto. Nel 1543 succedette al padre nel feudo di Fiorenzuola, avuta l'investituta da papa Paolo III a spese dei Farnese. Nel 1544 fu al servizio di Carlo V. Combatté a Serravalle Scrivia contro Piero Strozzi al servizio dei francesi, sconfiggendolo. Fu al fianco di Ottavio Farnese inviato da papa Paolo III in Germania contro i luterani; Sforza sostituì poi il Farnese al comando delle truppe pontificie. Nel 1550 passò sotto l'imperatore Ferdinando I d'Asburgo nella guerra contro i turchi. Nel 1551 fece parte dei sicari destinati ad uccidere il cardinale Giorgio Martinuzzi nel castello di Alvinc, reo di aver preso accordi col sultano turco Solimano. Nel 1557 fu nominato capitano generale delle fanterie della Repubblica di Venezia e nel 1559 ricevette dalle mani del doge il vessillo e il grado di capitano generale delle milizie della Terraferma. Dal 1562 succedette al cugino Cesare Pallavicino nel feudo di Cortemaggiore. Partecipò alla guerra di Cipro nel 1570 e seguito di una malattia rimase a lungo in Dalmazia.
Nel 1579 riunì le linee di Cortemaggiore e Busseto, quest'ultimo ereditato in seguito alla morte del cugino Gerolamo di Busseto, privo di figli maschi.
Morì senza eredi diretti nel 1585 nel suo palazzo di Salò, lasciando i suoi averi ad Alessandro Pallavicino di Zibello, adottato nel 1581.

## Discendenza

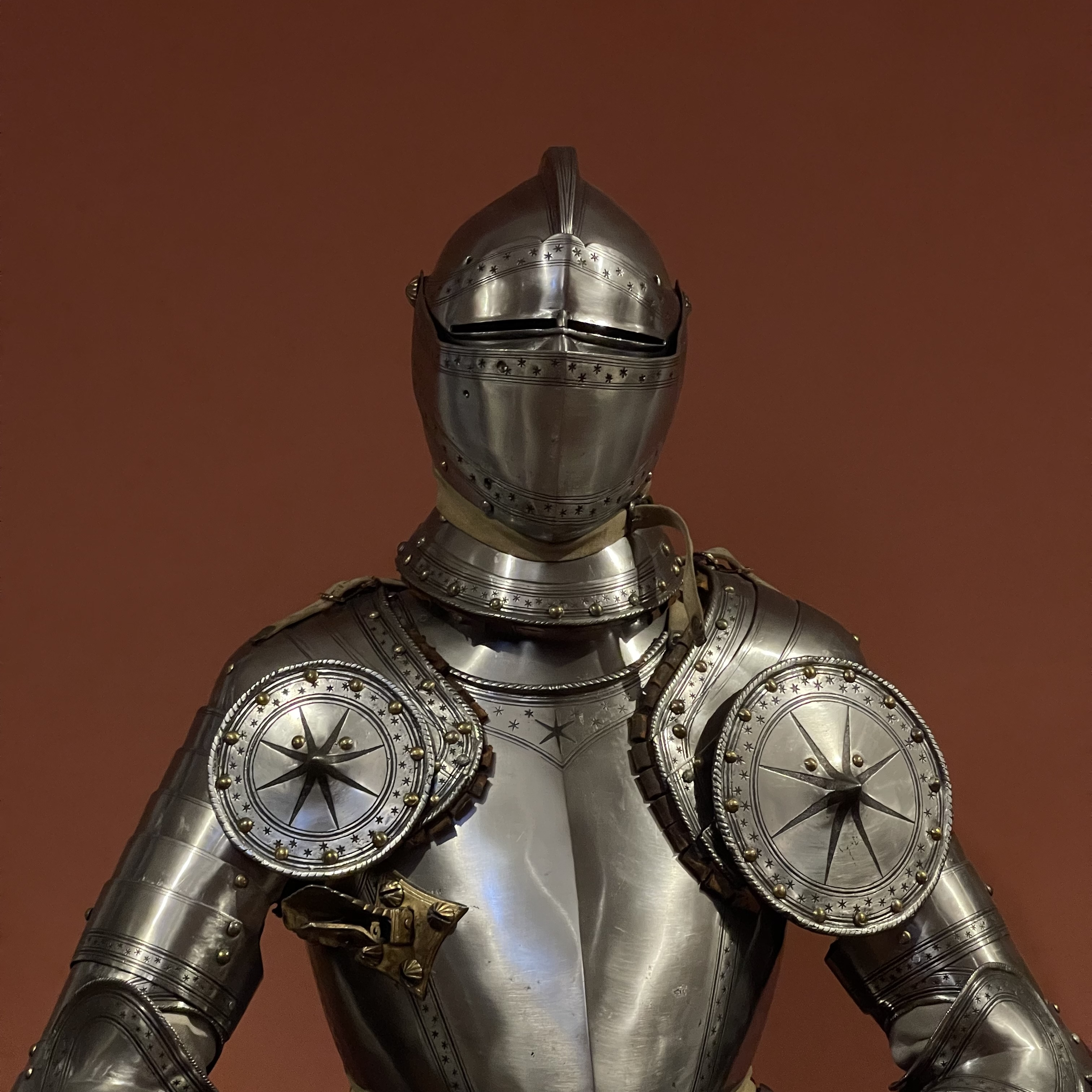
Armatura di Sforza Pallavicino, conservata al Kunsthistorisches Museum di Vienna.

Sforza sposò nel 1545 Giulia Sforza di Santa Fiora, figlia di Bosio II Sforza e di Costanza Farnese, figlia naturale di Papa Paolo III. Non ebbero discendenza. Sforza ebbe un figlio naturale, Uberto.

## Ascendenza
|                                                         |                                           |                                                   | Genitori                                                     |  |  | Nonni |  |  | Bisnonni                                                    |  |  | Trisnonni                                        |  |
|                                                         |                                           |                                                   |                                                              |  |  |       |  |  | 8. Gian Lodovico I Pallavicino, I marchese di Cortemaggiore |  |  | 16. Rolando I Pallavicino, I marchese di Busseto |  |
|                                                         |                                           |                                                   |                                                              |  |  |       |  |  | 8. Gian Lodovico I Pallavicino, I marchese di Cortemaggiore |  |  | 16. Rolando I Pallavicino, I marchese di Busseto |  |
|                                                         |                                           | 17. Caterina Scotti                               |                                                              |  |  |       |  |  | 8. Gian Lodovico I Pallavicino, I marchese di Cortemaggiore |  |  |                                                  |  |
| 4. Rolando II Pallavicino, II marchese di Cortemaggiore |                                           |                                                   |                                                              |  |  |       |  |  | 8. Gian Lodovico I Pallavicino, I marchese di Cortemaggiore |  |  |                                                  |  |
|                                                         |                                           | 9. Anastasia Torelli                              | 18. Cristoforo I Torelli, II conte di Montechiarugolo        |  |  |       |  |  |                                                             |  |  |                                                  |  |
|                                                         |                                           | 9. Anastasia Torelli                              | 18. Cristoforo I Torelli, II conte di Montechiarugolo        |  |  |       |  |  |                                                             |  |  |                                                  |  |
|                                                         |                                           | 9. Anastasia Torelli                              | 19. Taddea Pio                                               |  |  |       |  |  |                                                             |  |  |                                                  |  |
| 2. Manfredo Pallavicino                                 |                                           | 9. Anastasia Torelli                              |                                                              |  |  |       |  |  |                                                             |  |  |                                                  |  |
|                                                         |                                           | 10. Manfredo Landi, II conte di Val di Taro       | 20. Manfredo Landi, I conte di Val di Taro                   |  |  |       |  |  |                                                             |  |  |                                                  |  |
|                                                         |                                           | 10. Manfredo Landi, II conte di Val di Taro       | 20. Manfredo Landi, I conte di Val di Taro                   |  |  |       |  |  |                                                             |  |  |                                                  |  |
|                                                         |                                           | 10. Manfredo Landi, II conte di Val di Taro       | 21. Elisabetta Landi                                         |  |  |       |  |  |                                                             |  |  |                                                  |  |
| 5. Laura Caterina Landi                                 |                                           | 10. Manfredo Landi, II conte di Val di Taro       |                                                              |  |  |       |  |  |                                                             |  |  |                                                  |  |
|                                                         |                                           | 11. Margherita Anguissola                         | 22. Bartolomeo Anguissola                                    |  |  |       |  |  |                                                             |  |  |                                                  |  |
|                                                         |                                           | 11. Margherita Anguissola                         | 22. Bartolomeo Anguissola                                    |  |  |       |  |  |                                                             |  |  |                                                  |  |
|                                                         |                                           | 11. Margherita Anguissola                         | 23. Simona Malaspina                                         |  |  |       |  |  |                                                             |  |  |                                                  |  |
| 1. Sforza Pallavicino, X marchese di Busseto            |                                           | 11. Margherita Anguissola                         |                                                              |  |  |       |  |  |                                                             |  |  |                                                  |  |
|                                                         | 12. Sante Bentivoglio, signore di Bologna | 24. Ercole Bentivoglio                            |                                                              |  |  |       |  |  |                                                             |  |  |                                                  |  |
|                                                         | 12. Sante Bentivoglio, signore di Bologna | 24. Ercole Bentivoglio                            |                                                              |  |  |       |  |  |                                                             |  |  |                                                  |  |
|                                                         | 12. Sante Bentivoglio, signore di Bologna | …                                                 |                                                              |  |  |       |  |  |                                                             |  |  |                                                  |  |
| 6. Ercole Bentivoglio                                   | 12. Sante Bentivoglio, signore di Bologna |                                                   |                                                              |  |  |       |  |  |                                                             |  |  |                                                  |  |
|                                                         |                                           | 13. Ginevra Sforza                                | 26. Alessandro Sforza, signore di Pesaro                     |  |  |       |  |  |                                                             |  |  |                                                  |  |
|                                                         |                                           | 13. Ginevra Sforza                                | 26. Alessandro Sforza, signore di Pesaro                     |  |  |       |  |  |                                                             |  |  |                                                  |  |
|                                                         |                                           | 13. Ginevra Sforza                                | …                                                            |  |  |       |  |  |                                                             |  |  |                                                  |  |
| 3. Ginevra Bentivoglio                                  |                                           | 13. Ginevra Sforza                                |                                                              |  |  |       |  |  |                                                             |  |  |                                                  |  |
|                                                         |                                           | 14. Marsilio Torelli, IV conte di Montechiarugolo | 28. Cristoforo I Torelli, II conte di Montechiarugolo (= 18) |  |  |       |  |  |                                                             |  |  |                                                  |  |
|                                                         |                                           | 14. Marsilio Torelli, IV conte di Montechiarugolo | 28. Cristoforo I Torelli, II conte di Montechiarugolo (= 18) |  |  |       |  |  |                                                             |  |  |                                                  |  |
|                                                         |                                           | 14. Marsilio Torelli, IV conte di Montechiarugolo | 29. Taddea Pio (= 19)                                        |  |  |       |  |  |                                                             |  |  |                                                  |  |
| 7. Barbara Torelli                                      |                                           | 14. Marsilio Torelli, IV conte di Montechiarugolo |                                                              |  |  |       |  |  |                                                             |  |  |                                                  |  |
|                                                         |                                           | 15. Paola Secco                                   | 30. Francesco Secco, II conte di Calcio                      |  |  |       |  |  |                                                             |  |  |                                                  |  |
|                                                         |                                           | 15. Paola Secco                                   | 30. Francesco Secco, II conte di Calcio                      |  |  |       |  |  |                                                             |  |  |                                                  |  |
|                                                         |                                           | 15. Paola Secco                                   | 31. Caterina Gonzaga                                         |  |  |       |  |  |                                                             |  |  |                                                  |  |
|                                                         |                                           | 15. Paola Secco                                   |                                                              |  |  |       |  |  |                                                             |  |  |                                                  |  |